# Ersa (Korsika)
Ersa ist eine Gemeinde auf dem Cap Corse der französischen Insel Korsika. Die Bewohner nennen sich Ersinchi.

## Geografie
Ersa ist die nördlichste Gemeinde des Départements Haute-Corse und der Insel Korsika. Sie grenzt im Norden an das Ligurische Meer und im Nordwesten an das Mittelmeer. Zur Gemeindegemarkung gehören die kleine Insel „Île de la Giraglia“ und die Streusiedlungen Ersa, Barcaggio, Tollare, Poggio, Cocinco, Gualdo, Botticella und Granaggiolo. Das Siedlungsgebiet liegt durchschnittlich auf 260 Metern über dem Meeresspiegel. Nachbargemeinden sind Rogliano im Osten und Süden sowie Centuri im Süden und Südwesten.

## Bevölkerungsentwicklung
| Jahr                       | 1962 | 1968 | 1975 | 1982 | 1990 | 1999 | 2006 | 2016 |
| Einwohner                  | 246  | 236  | 148  | 113  | 125  | 132  | 151  | 152  |
| Quellen: Cassini und INSEE |      |      |      |      |      |      |      |      |

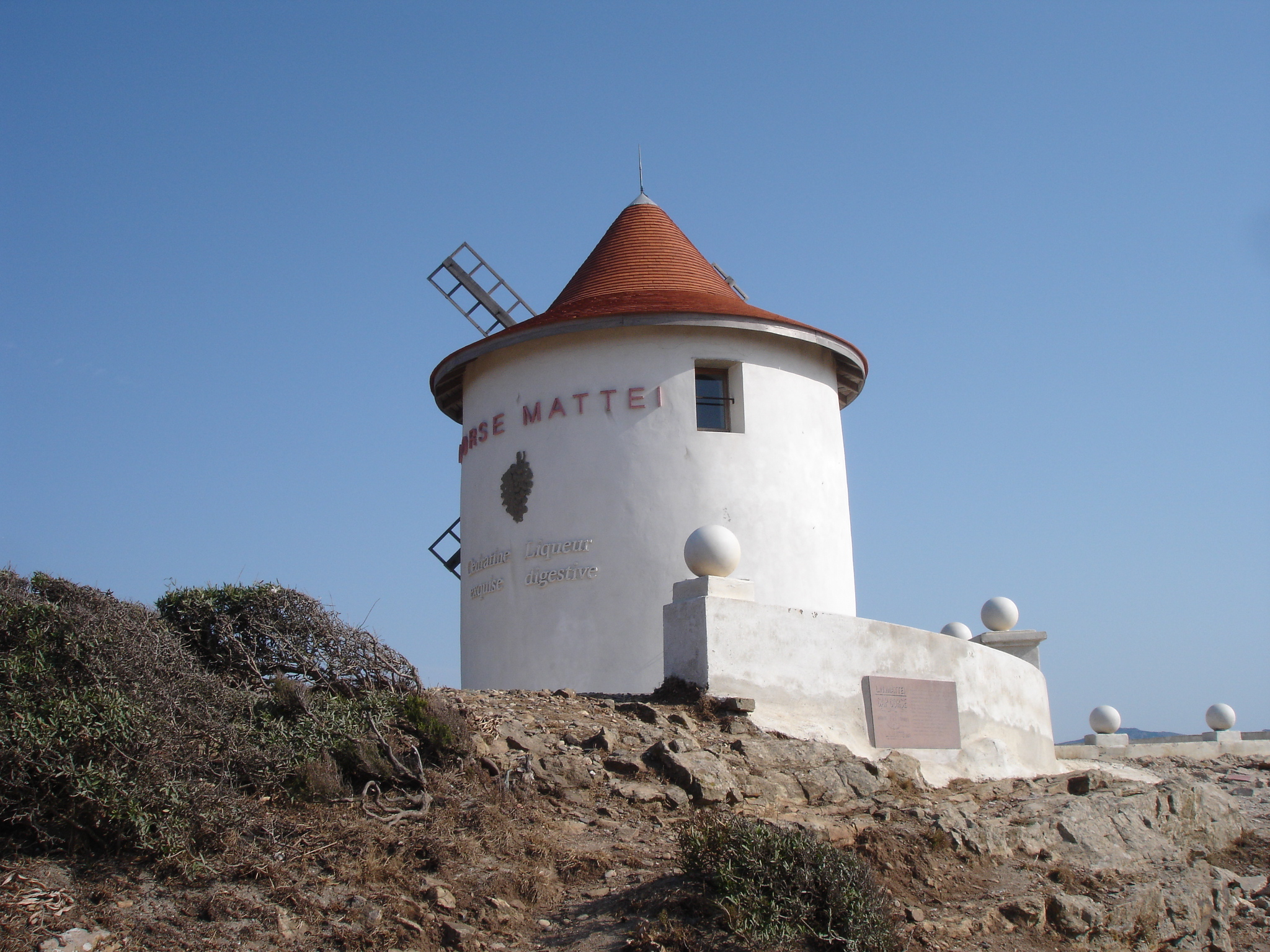
Windmühle Mattei
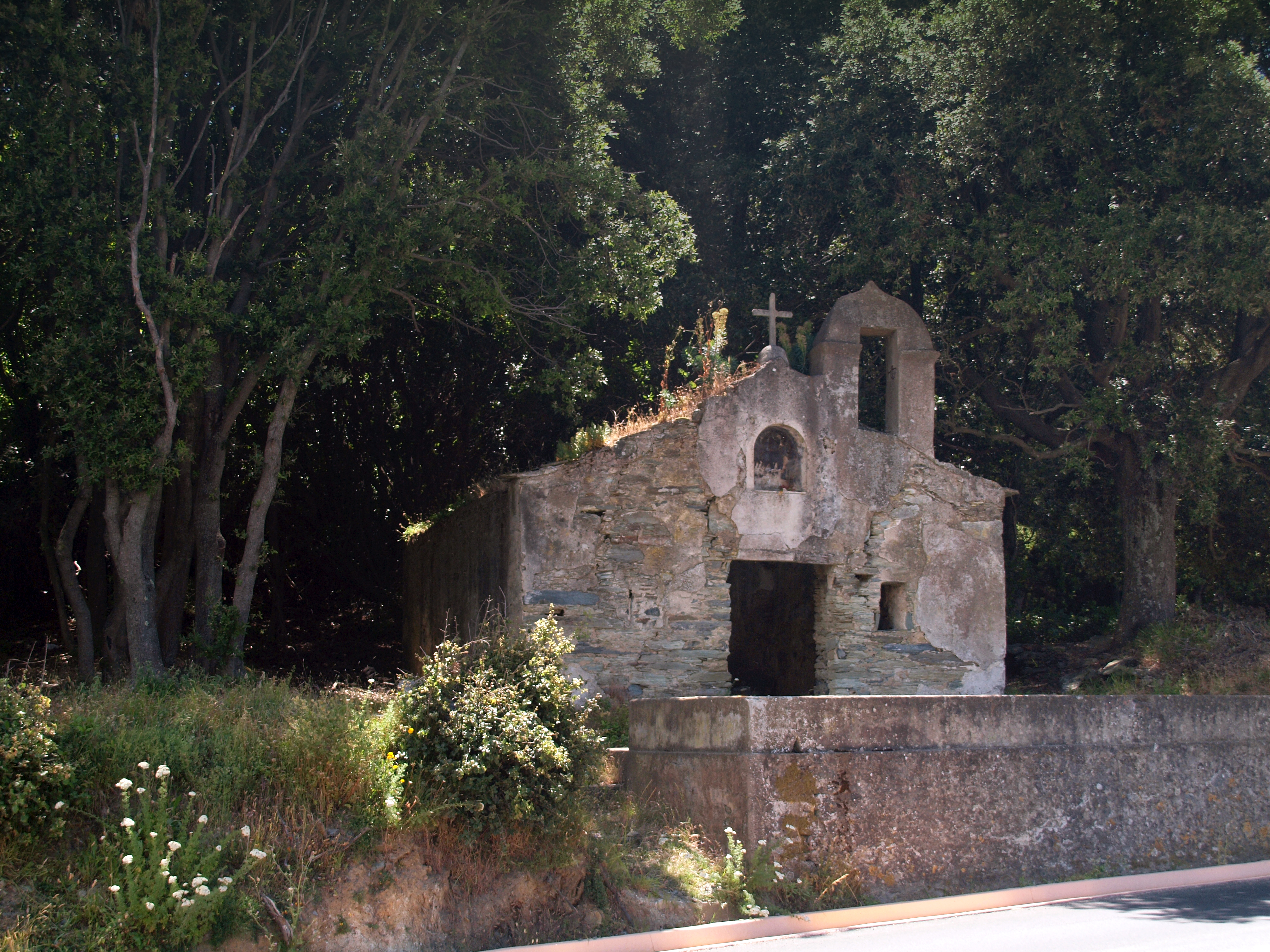
Überreste der Kapelle Saint-Nicolas
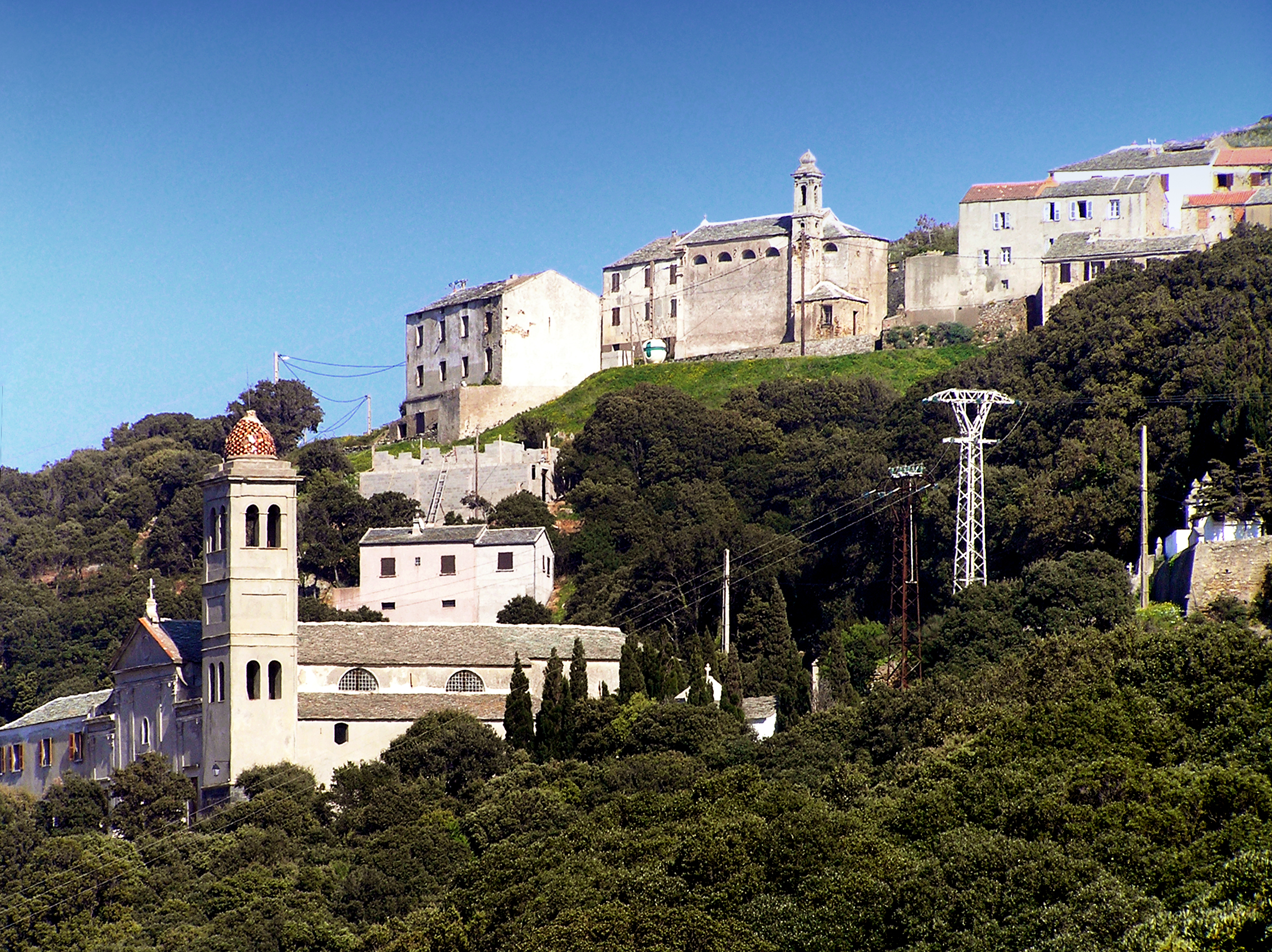
Botticella mit der Kapelle Saint-Jean-Baptiste
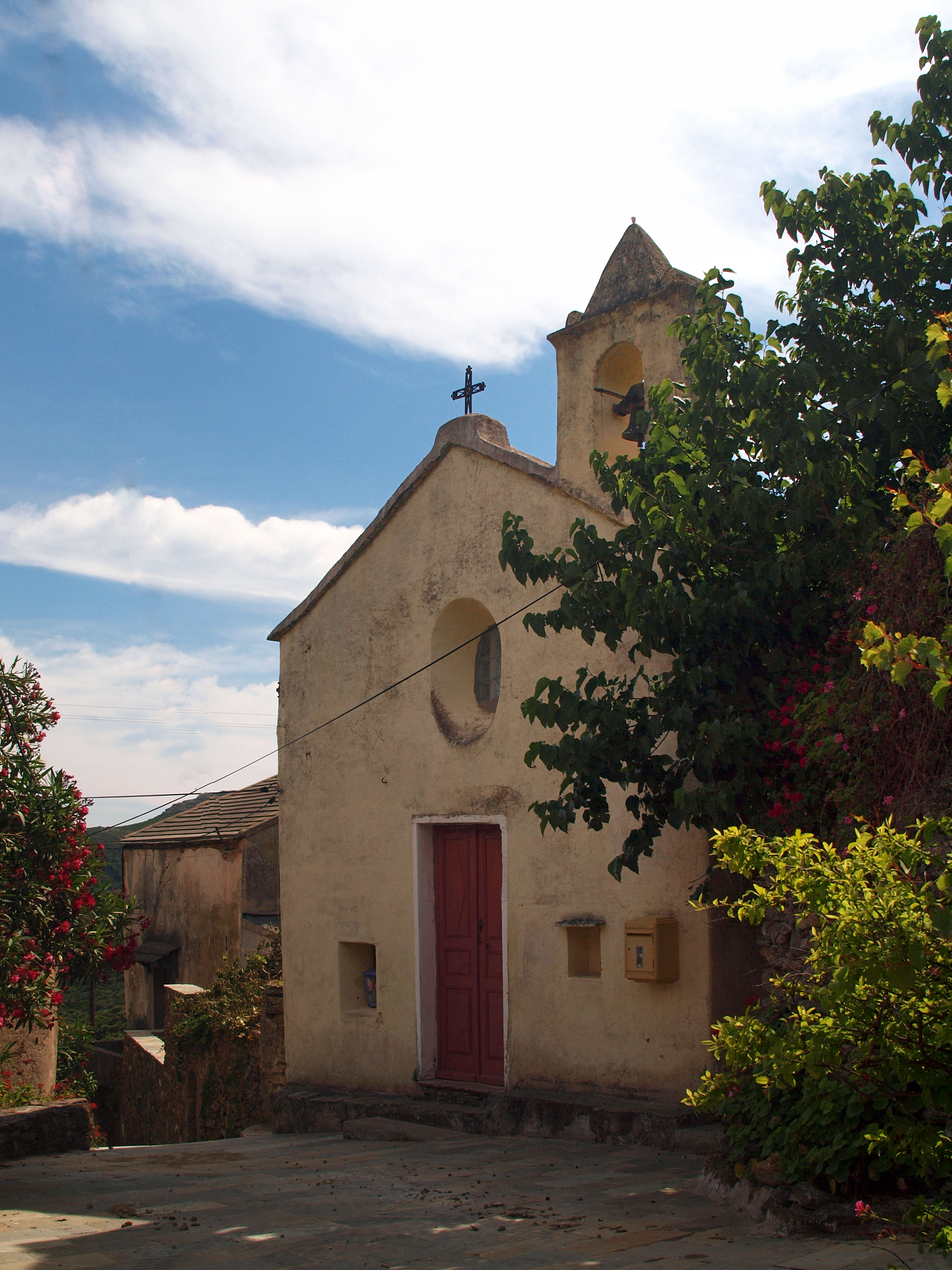
Kapelle Saint-Pierre im Weiler Cocinco
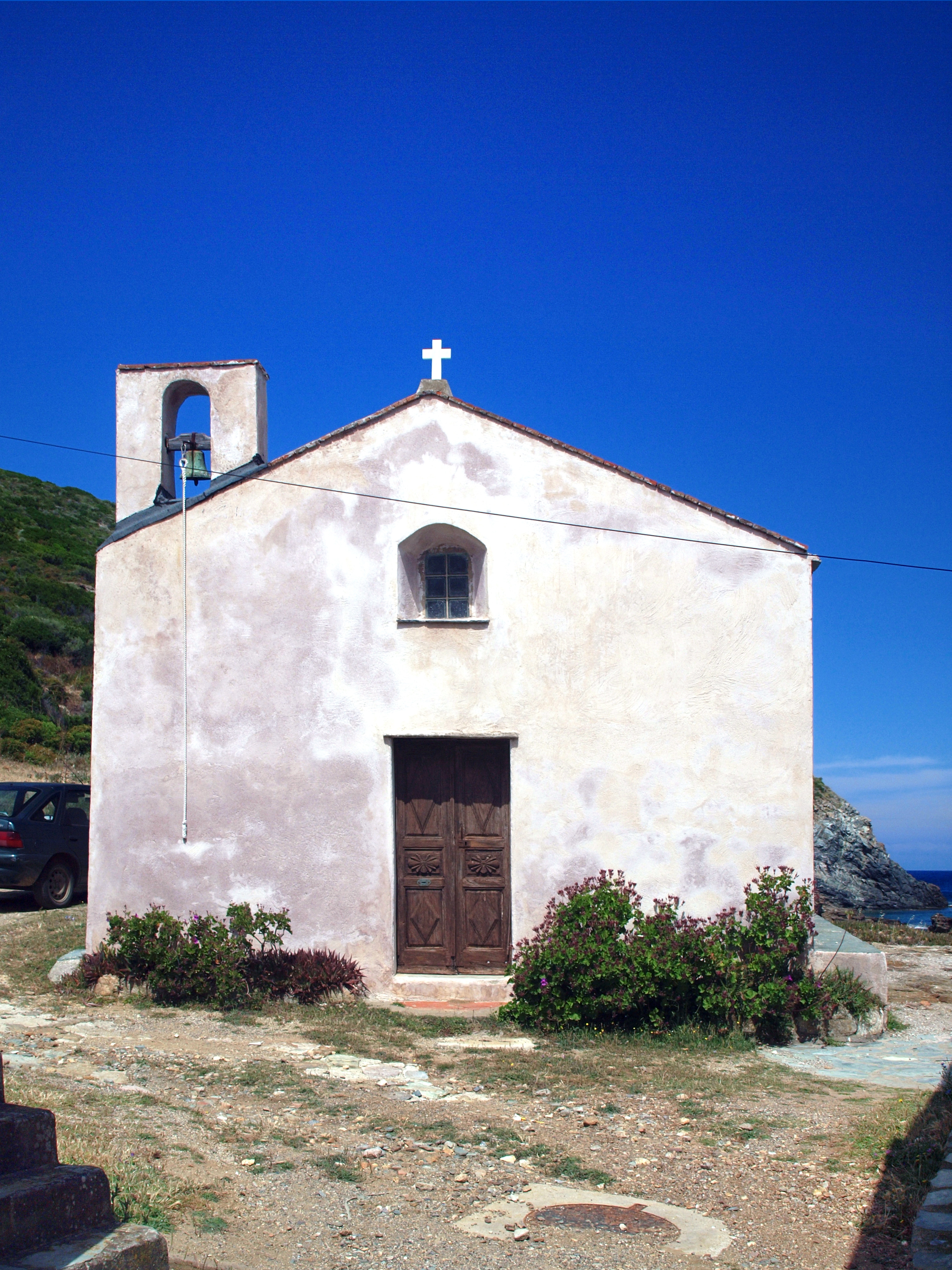
Kapelle Sainte-Anne im Weiler Tollare
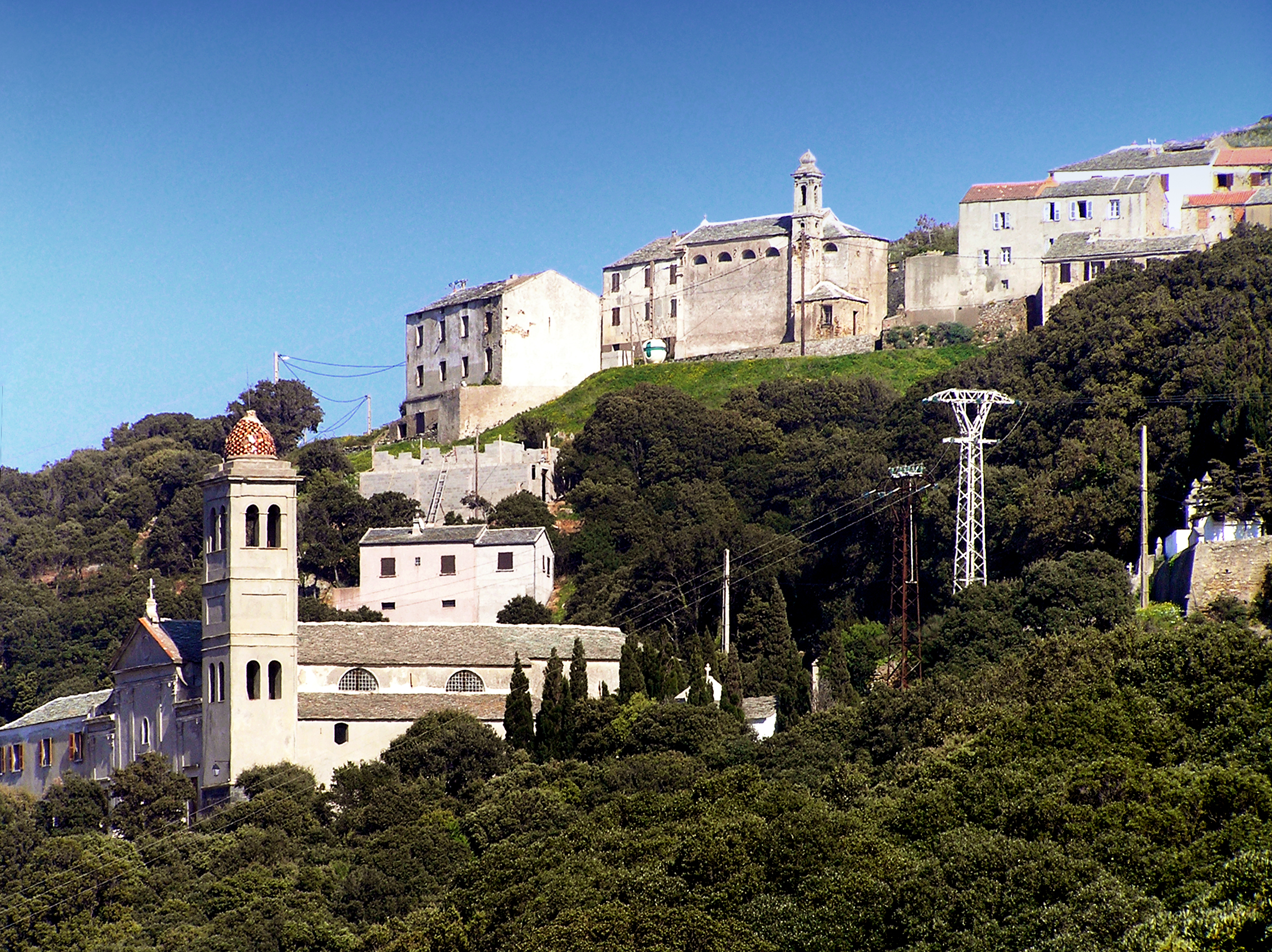
Kapelle Santa Maria Nativita
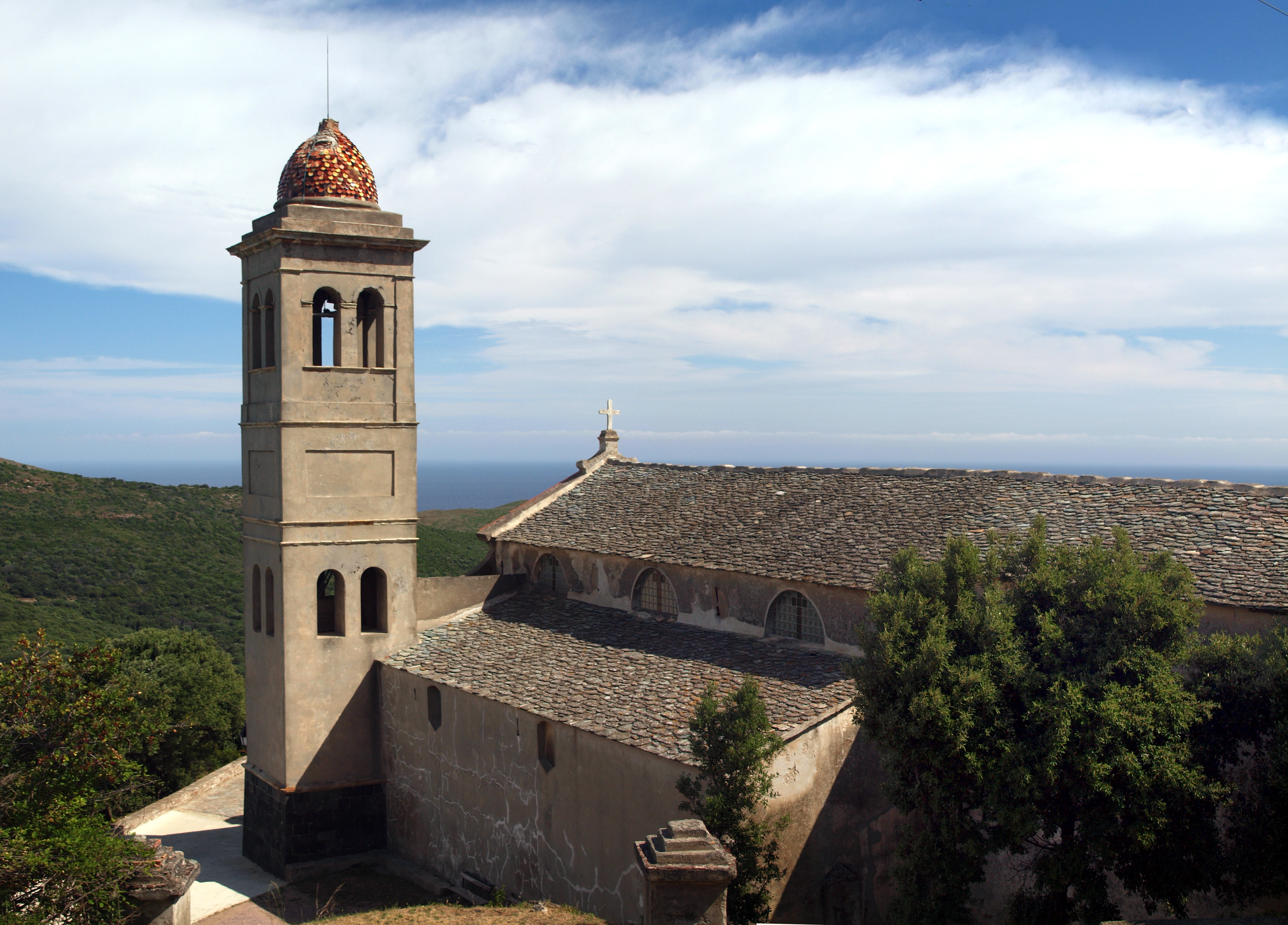
Ehemaliger Konvent Santa Maria Assunta
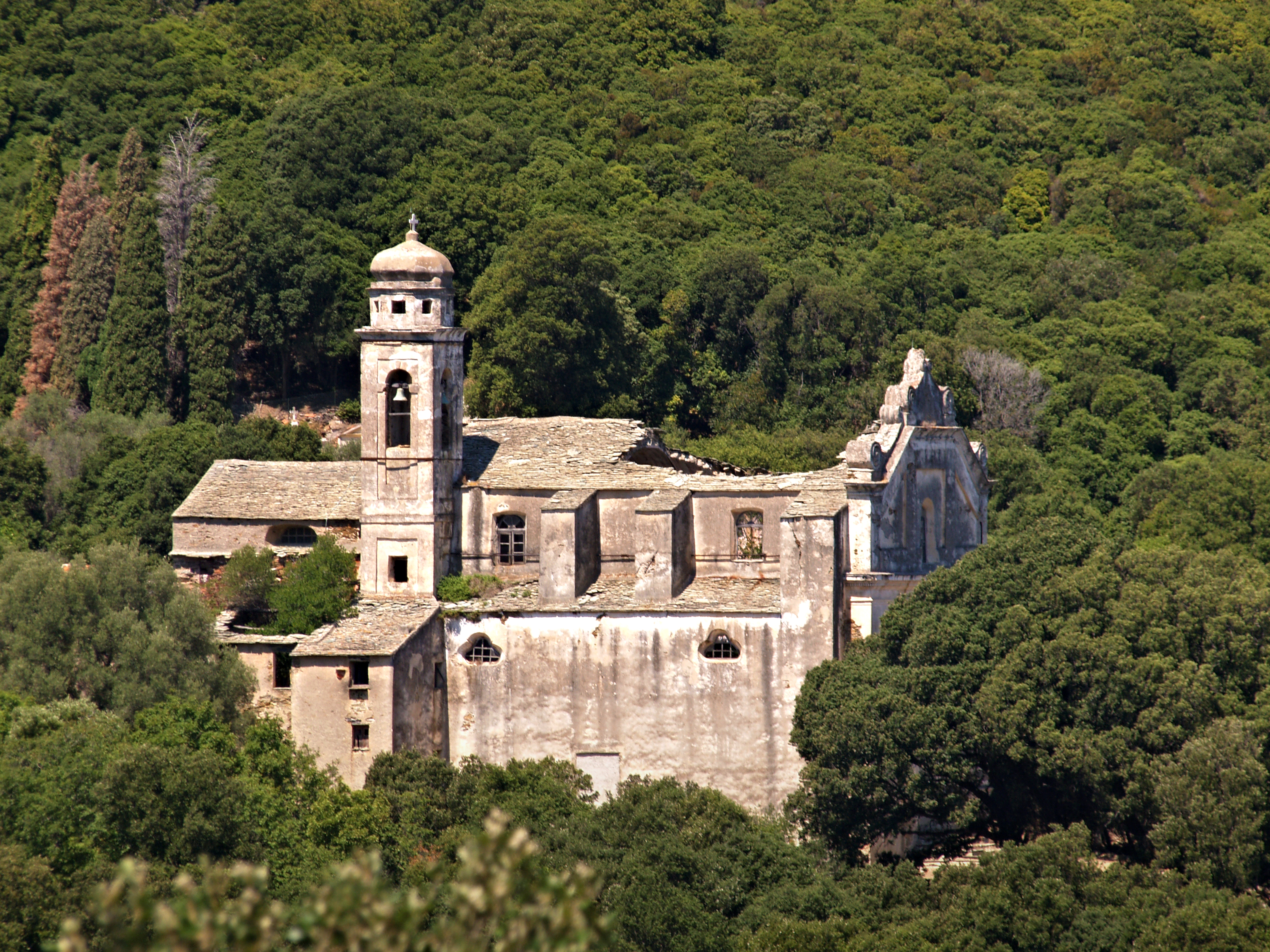
Kirche Sainte-Andrea, Monument historique